# Liga LEB Oro 2011-2012
La Liga LEB Oro 2011-2012 è stata la 56ª edizione della seconda divisione spagnola di pallacanestro maschile. La 5ª edizione con il nome LEB Oro.

## Squadre partecipanti
| Squadra                            | Città                      | Regione          |
| ---------------------------------- | -------------------------- | ---------------- |
| Cáceres Patrimonio de la Humanidad | Cáceres                    | Estremadura      |
| UB La Palma                        | Santa Cruz de la Palma     | Canarie          |
| Club Melilla Baloncesto            | Melilla                    | Melilla          |
| Club Baloncesto Granada            | Granada                    | Andalusia        |
| Menorca Bàsquet                    | Mahón                      | Baleari          |
| Clínicas Rincón Benahavís Axarquía | Vélez-Málaga               | Andalusia        |
| Baloncesto León                    | León                       | Castiglia e León |
| Club Baloncesto Breogán            | Lugo                       | Galizia          |
| Iberostar Canarias                 | San Cristóbal de La Laguna | Canarie          |
| Ford Burgos                        | Burgos                     | Castiglia e León |
| Sant Josep Girona                  | Gerona                     | Catalogna        |
| Palencia Baloncesto                | Palencia                   | Castiglia e León |
| Tarragona 2017                     | Tarragona                  | Catalogna        |
| Lobe Huesca                        | Huesca                     | Aragona          |
| Grupo Iruña Navarra                | Pamplona                   | Navarra          |
| Lleida Bàsquet                     | Lleida                     | Catalogna        |
| Knet & Éniac                       | Logroño                    | La Rioja         |
| Bàsquet Mallorca                   | Inca                       | Baleari          |

## Classifica finale
| #  | Teams                              | P  | V  | P  | PF   | PS   | Pt | Qualificate   |
| -- | ---------------------------------- | -- | -- | -- | ---- | ---- | -- | ------------- |
| 1  | Iberostar Canarias                 | 34 | 26 | 8  | 2993 | 2596 | 64 | Promozione    |
| 2  | Ford Burgos                        | 34 | 22 | 12 | 2690 | 2359 | 62 | Playoff       |
| 3  | Grupo Iruña Navarra                | 34 | 21 | 13 | 2689 | 2596 | 60 | Playoff       |
| 4  | Menorca Bàsquet                    | 34 | 21 | 13 | 2602 | 2442 | 54 | Playoff       |
| 5  | Melilla Baloncesto                 | 34 | 20 | 14 | 2730 | 2677 | 54 | Playoff       |
| 6  | Lleida Bàsquet                     | 34 | 20 | 14 | 2518 | 2510 | 52 | Playoff       |
| 7  | Club Baloncesto Breogán            | 34 | 19 | 15 | 2658 | 2577 | 52 | Playoff       |
| 8  | UB La Palma                        | 34 | 19 | 15 | 2558 | 2546 | 52 | Playoff       |
| 9  | Cáceres Patrimonio de la Humanidad | 34 | 18 | 16 | 2719 | 2679 | 52 | Playoff       |
| 10 | Knet & Éniac                       | 34 | 18 | 16 | 2708 | 2709 | 49 |               |
| 11 | Palencia Baloncesto                | 34 | 18 | 16 | 2705 | 2651 | 48 |               |
| 12 | Sant Josep Girona                  | 34 | 16 | 18 | 2549 | 2620 | 47 |               |
| 13 | Logitravel Mallorca Bàsquet        | 34 | 15 | 19 | 2768 | 2822 | 46 |               |
| 14 | Baloncesto León                    | 34 | 15 | 19 | 2671 | 2711 | 46 |               |
| 15 | Lobe Huesca                        | 34 | 13 | 21 | 2622 | 2663 | 46 |               |
| 16 | Tarragona 2017                     | 34 | 11 | 23 | 2490 | 2662 | 46 | Playout       |
| 17 | Clínicas Rincón Benahavís          | 34 | 7  | 27 | 2124 | 2495 | 44 | Playout       |
| 18 | Club Baloncesto Granada            | 34 | 7  | 27 | 2415 | 2719 | 43 | Retrocessione |

## Copa Príncipe de Asturias
Alla fine del girone di andata, le prime due squadre classificate si sfidano per la Copa Príncipe de Asturias in casa della vincitrice del girone di andata. Il vincitore della coppa giocherà gli eventuali play-off con il miglior posizionamento se terminerà la stagione tra la seconda e la quinta posizione. La Coppa è stata disputata il 31 gennaio.

### Squadre qualificate
| # | Squadre            | G  | V  | P | PF   | PS   | Pt |
| - | ------------------ | -- | -- | - | ---- | ---- | -- |
| 1 | Iberostar Canarias | 17 | 14 | 3 | 1565 | 1274 | 31 |
| 2 | Ford Burgos        | 17 | 12 | 5 | 1365 | 1264 | 29 |

### Partita
| Arbitri: | Uruñuela Uruñuela Fernández Sánchez Oyón Cauqui |

| |            | |
| Yáñez 17 | Punti      | 27 Phillip |
| Sàbat 5 | Assist     | 5 Aguilar, Castro |
| Donaldson 8 | Rimbalzi   | 10 Phillip |
| 4 Guillén• 5 Yáñez• 6 Sàbat• 7 Donaldson• 12 Richotti 10 Fuentes• 11 Heras• 13 Rodríguez Febles• 15 Chagoyen• 19 Lampropoulos | Formazioni | 10 Castro• 11 Phillip• 12 Aguilar• 13 Toledo• 15 Tillman 4 Ortega• 5 Huertas• 9 López Alcañiz• 16 Antuña• 18 Schraeder |
| Alejandro Martínez | Allenatori | Andreu Casadevall |

## Playoffs
|  | Quarti di finale | Quarti di finale | Quarti di finale | Quarti di finale | Quarti di finale | Quarti di finale | Quarti di finale |  |  | Semifinali | Semifinali | Semifinali | Semifinali | Semifinali | Semifinali | Semifinali |    |    | Finale  | Finale  | Finale  | Finale | Finale | Finale | Finale |  |
|  |                  |                  |                  |                  |                  |                  |                  |  |  |            |            |            |            |            |            |            |    |    |         |         |         |        |        |        |        |  |
|  | 2                | Atapuerca Burgos | 94               | 68               | 68               | 77               | 74               |  |  |            |            |            |            |            |            |            |    |    |         |         |         |        |        |        |        |  |
|  | 9                | Cáceres          | 71               | 74               | 66               | 84               | 77               |  |  | Cáceres    | Cáceres    | 79         | 91         | 85         | 80         | 81         |    |    |         |         |         |        |        |        |        |  |
|  | 5                | Melilla          | 53               | 80               | 61               | 66               | 71               |  |  | Melilla    | Melilla    | 63         | 93         | 83         | 81         | 91         |    |    |         |         |         |        |        |        |        |  |
|  | 6                | Lleida           | 71               | 68               | 64               | 57               | 69               |  |  |            |            |            |            |            |            |            |    |    | Melilla | Melilla | Melilla | 55     | 77     | 79     | 63     |  |
|  | 3                | Navarra          | Navarra          | 73               | 79               | 72               | 78               |  |  |            |            | Minorca    | Minorca    | Minorca    | 79         | 82         | 74 | 82 |         |         |         |        |        |        |        |  |
|  | 8                | La Palma         | La Palma         | 85               | 76               | 60               | 72               |  |  | Navarra    | Navarra    | Navarra    | Navarra    | 68         | 81         | 55         |    |    |         |         |         |        |        |        |        |  |
|  | 4                | Minorca          | Minorca          | 64               | 80               | 70               | 93               |  |  | Minorca    | Minorca    | Minorca    | Minorca    | 75         | 83         | 65         |    |    |         |         |         |        |        |        |        |  |
|  | 7                | Breogán          | Breogán          | 69               | 69               | 67               | 67               |  |  |            |            |            |            |            |            |            |    |    |         |         |         |        |        |        |        |  |

## Playout
|  | Finale |           |           |           |    |    |    |  |
|  |        |           |           |           |    |    |    |  |
|  | 16     | Tarragona | Tarragona | Tarragona | 82 | 90 | 77 |  |
|  | 17     | Axarquía  | Axarquía  | Axarquía  | 69 | 72 | 68 |  |

## Verdetti
- Promozioni in Liga ACB: Iberostar Canarias e Menorca Bàsquet
- Retrocessioni in LEB Plata: Clínicas Rincón Benahavís e Club Baloncesto Granada